# Attentat (roman)
Attentat (engelsk titel Moonraker) är den tredje i en serie romaner om agenten James Bond, skrivna av Ian Fleming. Boken kom ut på engelska första gången 1955, och på svenska 1957 som pocket på Bonniers, som del av Zebraserien. Boken filmades som Moonraker med Roger Moore 1979.

## Handling
M, James Bonds chef, frågar Bond om en personlig tjänst: att bevaka Sir Hugo Drax, som har vunnit massor av pengar på bridge på M:s herrklubb, Blades, och som M tror har fuskat. Varför en så känd multimiljonär skulle fuska i kortspel är en bra fråga. Bond ställer upp, lyckas lista ut hur Sir Hugo fuskar och vinner över honom genom att fuska ännu mer.
Bond får därefter i uppdrag att infiltrera Sir Hugos stora projekt, Moonraker-projektet ("moonraker" är en sorts segel), för att se om något är fel. Moonraker, Storbritanniens nya försvarsraket, får helt enkelt inte misslyckas. Bond upptäcker med hjälp av en kvinnlig spion, Gala Brand, att Sir Hugo egentligen tänker skicka raketen mot London.

## Karaktärer (i urval)
- James Bond
- Sir Hugo Drax
- Gala Brand
- M

## Serieversion
Mellan mars och augusti 1959 gavs Attentat ut som tecknad serie i tidningen Daily Express. Romanen adapterades av Henry Gammidge och ritades av John McLusky. Serien har senare återpublicerats i såväl album som den svenska tidningen James Bond Agent 007.

## Övrigt
- "Moonraker", liksom Casino Royale, fick en ny titel i USA: "Too Hot to Handle". Den här gången var orsaken att en pjäs med namnet Moonraker var aktuell vid samma tid.
- Bortsett från titeln och namnet på skurken finns inte mycket kvar i filmen Moonraker (1979). Däremot innehåller Bondfilmen Die Another Day (2002) flera element ur Moonraker: Blades, Miranda Frost hette från början Gala Brand, och Gustav Graves har likheter med Flemings Sir Hugo.